# Horst Weigang
Horst Weigang (Langenbielau, 30 settembre 1940 – 6 settembre 2024) è stato un calciatore tedesco orientale dal 1990 tedesco, di ruolo portiere.

## Palmarès

### Club
- Coppa Piano Karl Rappan: 1

Lokomotive Lipsia: 1965-1966

### Nazionale
- Bronzo olimpico: 1

Tokyo 1964

### Individuale
- Calciatore tedesco orientale dell'anno: 1

1965